# Ixora amplexifolia
Ixora amplexifolia är en måreväxtart som beskrevs av Karl Moritz Schumann och Carl Karl Adolf Georg Lauterbach. Ixora amplexifolia ingår i släktet Ixora och familjen måreväxter. Inga underarter finns listade i Catalogue of Life.